# Diálogos de Carmelitas
Diálogos de carmelitas  (Dialogues des Carmélites) es una obra de 1949, estrenada en 1952, del escritor francés Georges Bernanos basada en la novela La última en el cadalso (Die letzte am Schafott), de Gertrud von Le Fort. Esta obra recrea la ejecución de las Carmelitas de Compiégne guillotinadas en lo que hoy es Place Nation durante el Terror de la Revolución francesa.
El texto de Bernanos es conocido por el episodio del martirio de las dieciséis monjas carmelitas (incluyendo una novicia) del monasterio de Compiègne, una ciudad de Oise, que habían fundado las carmelitas descalzas de Amiens un siglo y medio atrás. La fundación data de 1641, cuando hacía treinta y siete años que había llegado a Francia para iniciar la reforma la beata Ana de San Bartolomé, con Ana de Jesús y otras cuatro monjas españolas.
Sobre este texto, el compositor francés Francis Poulenc compuso la ópera homónima.

## Los hechos contados
Las monjas fueron ejecutadas en 1794 por negarse a renunciar a sus votos monásticos. 
Fueron llevadas de Compiègne a París, donde fueron juzgadas bajo la acusación de "maquinar contra la República". Murieron en la guillotina el 17 de julio de 1794 en la place du Trône-Renversé (plaza del Trono derribado, actualmente plaza de la Nación, en París). Fueron enterradas en fosas comunes en el cementerio de Picpus. 
El papa Pío X las beatificó el 27 de mayo de 1906. Fueron canonizadas por el papa Francisco el 18 de diciembre de 2024.

## Las martirizadas
- Madeleine-Claudine Ledoine (madre Teresa de San Agustín), priora, n. en París, el 22 de septiembre de 1752, profesó el 16 o 17 de mayo de 1775.
- Marie-Anne (o Antoinette) Brideau (madre San Luis), subpriora, n. en Belfort, el 7 de diciembre de 1752, profesó el 3 de septiembre de 1771.
- Marie-Anne Piedcourt (hermana de Jesús Crucificado), miembro del coro, n. 1715, profesó en 1737.
- Anne-Marie-Madeleine Thouret (hermana Charlotte de la Resurrección), sacristán, n. en Mouy, 16 de septiembre de 1715, profesó el 19 de agosto de 1740, dos veces subpriora en 1764 y 1778.
- Marie-Antoniette o Anne Hanisset (hermana Teresa del Santo Corazón de María), n. en Rheims en 1740 o 1742, profesó en 1764.
- Marie-Françoise Gabrielle de Croissy (madre Henriette de Jesús), n. en París, el 18 de junio de 1745, profesó el 22 de febrero de 1764, priora desde 1779 a 1785.
- Marie-Gabrielle Trézel (hermana Teresa de San Ignacio), miembro del coro, n. en Compiègne, el 4 de abril de 1743, profesó el 12 de diciembre de 1771.
- Rose-Chrétien de la Neuville, viuda, miembro del coro (hermana Julia Luisa de Jesús), n. en Loreau (o Évreux), en 1741, profesó probablemente en 1777.
- Anne Petras (hermana María Henrieta de la Providencia), miembro del coro, n. en Cajarc (Lot), el 17 de junio de 1760. Profesó el 22 de octubre de 1786.
- Con respecto a la hermana Eufrasia de la Inmaculada Concepción los reportes varían. La srta. Willson dice que su nombre era Marie Claude Cyprienne Brard, y que nació el 12 de mayo de 1736. Pierre, que su nombre era Catherine Charlotte Brard, y que nació el 7 de septiembre de 1736. Nació en Bourth, y profesó en 1757.
- Marie-Geneviève Meunier (hermana Constanza), novicia, n. 28 de mayo de 1765 o 1766, en Saint-Denis, recibió el hábito el 16 de diciembre de 1788. Subió al patíbulo cantando “Laudate Dominum”.

Además de las personas nombradas arriba, tres hermanas legas y dos torneras sufrieron el martirio. 
- Angélique Roussel (hermana María del Espíritu Santo), hermana lega, n. en Fresnes, el 4 de agosto de 1742, profesó el 14 de mayo de 1769.
- Marie Dufour (hermana Santa Marta), hermana lega, n. en Beaune, 1 o 2 de octubre de 1742, entró a la comunidad en 1772.
- Julie o Juliette Vérolot (hermana San Francisco Javier), hermana lega, n. en Laignes o Lignières, 11 de enero de 1764. Profesó el 12 de enero de 1789.
- Las dos torneras, que no eran carmelitas, sino simplemente sirvientas de la comunidad, eran: Catherine y Teresa Soiron, n. respectivamente el 2 Feb., 1742 y el 23 Ene., 1748 en Compiègne, ambas estaban al servicio de la comunidad desde 1772.

El cardenal Richard, arzobispo de París, inició el proceso de su beatificación el 23 de febrero de 1896. El 16 de diciembre de 1902 el papa León XIII declaraba venerables a las dieciséis carmelitas. Se sucedieron los milagros, como una garantía de su santidad, y el 27 de mayo de 1905 San Pío X declaraba beatas a aquellas “que, después de su expulsión, continuaron viviendo como religiosas y honrando devotamente al Sagrado Corazón”. El papa Francisco decidió el 18 de noviembre de 2024 extender a la Iglesia universal el culto de estas mártires, inscribiendo sus nombres en el catálogo de los santos.

## Producciones en español
En España se estrenó en el Teatro Español de Madrid el 16 de marzo de 1954, dirigida por José Tamayo e interpretada por Mary Carrillo, Manuel Dicenta, Asunción Balaguer, Alfonso Muñoz, Társila Criado, Berta Riaza y Ana María Noé.